# Patto (album)
| Recensione   | Giudizio          |
| ------------ | ----------------- |
| AllMusic     | [ 1 ]             |
| Sputnikmusic | 3.5 (Great)       |
| Progarchives | [ 3 ]             |
| Ondarock     | Disco consigliato |
| Debaser      | [ 5 ]             |

Patto è il disco di debutto dell'omonimo gruppo rock Patto. È stato pubblicato nel dicembre del 1970.

## Tracce

### LP
Lato A
1. The Man – 6:12 (John Halsey, Clive Griffiths, Mike Patto, Ollie Halsall)
2. Hold Me Back – 4:40 (John Halsey, Clive Griffiths, Mike Patto, Ollie Halsall)
3. Time to Die – 2:54 (John Halsey, Clive Griffiths, Mike Patto, Ollie Halsall)
4. Red Glow – 5:15 (John Halsey, Clive Griffiths, Mike Patto, Ollie Halsall)

Lato B
1. San Antone – 3:07 (Ollie Halsall, Mike Patto)
2. Government Man – 4:20 (Ollie Halsall, Mike Patto)
3. Money Bag – 10:04 (Ollie Halsall, Mike Patto)
4. Sittin' Back Easy – 3:42 (Ollie Halsall, Mike Patto)

### CD
Edizione CD del 2004, pubblicato dalla Repertoire Records (REPUK 1025)
1. The Man – 6:08 (John Halsey, Clive Griffiths, Mike Patto, Ollie Halsall)
2. Hold Me Back – 4:41 (John Halsey, Clive Griffiths, Mike Patto, Ollie Halsall)
3. Time to Die – 2:54 (John Halsey, Clive Griffiths, Mike Patto, Ollie Halsall)
4. Red Glow – 5:15 (John Halsey, Clive Griffiths, Mike Patto, Ollie Halsall)
5. San Antone – 3:08 (Ollie Halsall, Mike Patto)
6. Government Man – 4:20 (Ollie Halsall, Mike Patto)
7. Money Bag – 10:03 (Ollie Halsall, Mike Patto)
8. Sittin' Back Easy – 3:34 (Ollie Halsall, Mike Patto)
9. Hanging Rope – 14:47 (John Halsey, Clive Griffiths, Mike Patto, Ollie Halsall) – Bonus Track - Previously Unreleased

## Formazione
- Mike Patto - voce
- Ollie Halsall - chitarra elettrica, chitarra acustica, pianoforte, vibrafono
- Clive Griffiths - basso
- John Halsey - batteria

Note aggiuntive
- Muff Winwood - produttore
- Brian Humphries - ingegnere delle registrazioni
- Tony Benyon - illustrazione copertina album originale
- Allen Melina - fotografie[8] [9]